# 潘占林
潘占林（1942年10月17日—），黑龙江齐齐哈尔人，中华人民共和国外交官。

## 生平
1964年，毕业于黑龙江大学。1966年，毕业于北京外国语学院。1967年，进入中华人民共和国外交部工作，先后在外交部翻译室、驻苏联大使馆、外交部苏联东欧司任职，后任外交部苏欧司参赞。1990年，任驻苏联大使馆参赞。1991年，转为驻俄罗斯大使馆参赞。1992年7月，出任中华人民共和国驻吉尔吉斯斯坦大使。1995年5月，出任中华人民共和国驻乌克兰大使。1998年6月，出任中华人民共和国驻南联盟大使。2000年11月，出任中华人民共和国驻以色列大使。2003年11月，自驻以色列大使离任。
1999年科索沃战争中，中国大使馆被北约空军轰炸，潘占林本人也受伤。

## 家庭
已婚，有一子。